# Brookův přesmyk
Brookův přesmyk je molekulový přesmyk v organické chemii, při němž se v organosilylové skupině změní působením zásady poloha protonu hydroxylové skupiny navázané na uhlíkový atom kyslíkovým atomem prostřednictvím kovalentní vazby. Produktem je silylether. Reakce je pojmenována po kanadském chemiku Adrianu Gibbsovi Brookovi.
Substituenty silylové skupiny mohou být alifatické (například methyl) nebo aromatické (například fenyl); alkohol je sekundární nebo terciární s alifatickými či arylovými skupinami. Jako zásada se používají aminy, hydroxid sodný nebo organolithné sloučeniny nebo zásadité slitiny jako je slitina sodíku s draslíkem. Pokud je použit silylmethanol, jde o 1,2-přesmyk, je ovšem možné provést přesmyky přes delší uhlíkové řetězce.

## Mechanismus reakce
Mechanismus této reakce začíná odštěpením protonu z hydroxylové skupiny zásadou za vzniku alkoxidového aniontu. Tento nukleofil atakuje atom křemíku, přičemž dojde k nukleofilnímu odštěpení methylenové skupiny. Následně je přenesen elektronový pár z kyslíku na karbanion, který rychle odštěpí proton ze zdroje protonů, jako je například rozpouštědlo, za vzniku silyletheru jako konečného produktu.
Pokud je reaktantem (trifenylsilyl)methylfenylmethanol, aktivační energie je poměrně nízká, ovšem entropie aktivace má výrazně zápornou hodnotu, což stabilizuje cyklickou strukturu přechodného stavu. Hodnota Hammetovy funkce pro skupinu para-substituovaným methanolů odpovídá tomu, že substituční efekt pomáhá stabilizovat záporné náboje v karbaniontovém meziproduktu.
Rozštěpení vazeb Si-C a O-H spotřebuje energii 451 + 427 = 878 kJ/mol, následný vznik vazeb Si-O a C-H uvolní 809 (Si-O) + 338 (C-H) = 1147 kJ/mol.
Brookův přesmyk je součástí Waldenovy inverze:
(+)- enantiomer silylhydridu reaguje s chlorem za vzniku odpovídajícího silylchloridu. Následná nukleofilní substituce chloru difenylmethyllithiem způsobí inverzi. Dalšími dvěma kroky se difenylmethinová skupina bromací NBS (N-bromsukcinimidem) a hydrolýzou octanem stříbrným přemění na difenylmethanolovou skupinu beze změny konfigurace. Následný Brookův přesmyk na silylether a redukce hydridem lithno-hlinitým vede ke vzniku konečného produktu, který je opačným enantiomerem k výchozí látce a má opačné znaménko optické otáčivosti.